# George Fox
Pour les articles homonymes, voir Fox.
George Fox (juillet 1624 – 13 janvier 1691) compte parmi les  fondateurs de la Société religieuse des Amis, dont les adhérents sont surnommés les quakers. Témoin d’une époque de grands bouleversements sociaux, George Fox s’opposa au consensus religieux et politique en proposant une nouvelle approche plus rigoureuse de la foi chrétienne. Son journal, qui contient une description très vivante des périples de son auteur, s’est imposé comme une œuvre littéraire majeure.

## Jeunesse
Fox est né au village de Drayton-in-the-Clay dans le Leicestershire, en Angleterre, à environ 20 kilomètres au sud-ouest de Leicester. Son père, Christopher Fox, était un tisserand surnommé « Christer le juste » par ses voisins. La mère de George, Mary Lago, comptait selon ce dernier « parmi le nombre des martyrs ». 
Dès l’enfance, Fox se montra enclin au sérieux et à une forte religiosité. Son éducation fut fondée sur la foi chrétienne et les pratiques de l’Église anglicane, dont ses parents étaient membres. Il ne connut aucune scolarisation au sens strict du terme, mais apprit néanmoins à lire et à écrire. Bien qu’encore d’un âge tendre, il éprouvait déjà de la fascination pour la Bible, qu’il étudiait avec assiduité. « Lorsque j’atteignis l’âge de onze ans », écrit-il, « je connaissais la pureté et la vertu car, au cours de mon enfance, on m’enseigna le chemin à suivre pour rester pur. Le Seigneur m’apprit à être fidèle en toutes choses, et à agir fidèlement de deux manières : intérieurement envers Dieu, et extérieurement envers les hommes ».

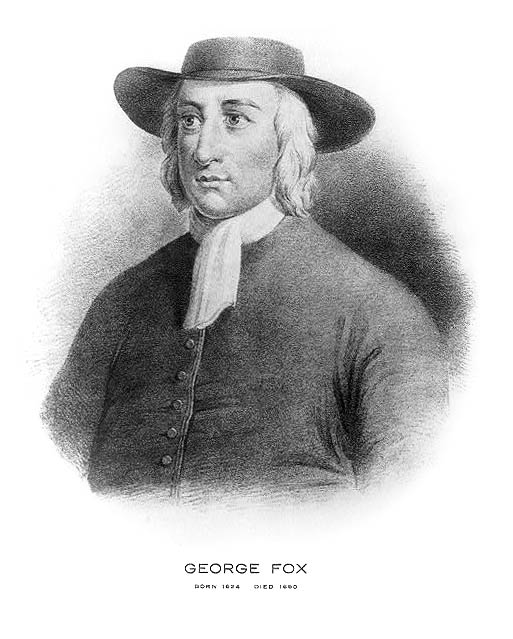
Portrait par Thomas Fairland

Malgré le désir de ses proches de faire de lui un prêtre, il devint apprenti auprès d’un cordonnier et d’un berger. Cette situation convenait à son caractère contemplatif, et il fut vite renommé pour sa compétence auprès des marchands de laine ayant affaire avec son maître. L’obsession constante de Fox était la poursuite de la simplicité dans la vie, c’est-à-dire la recherche de l’humilité et le refus du luxe, autant de valeurs lui ayant été inculquées par son expérience de berger. Dans une lettre ouverte écrite à la fin de sa vie, George Fox remarque qu’Abel, Noé, Abraham, Jacob, Moïse et David furent tous des bergers, et qu’une éducation soignée ne convenait donc pas forcément à une personne désireuse d’embrasser une carrière religieuse.
Il n’éprouvait cependant aucune honte à cultiver l’amitié de personnes plus éduquées. George rendait régulièrement visite à Nathaniel Stephens, le prêtre de son village, et engageait avec lui de longues conversations théologiques. Stephens considérait Fox comme un jeune homme aux dons prometteurs, mais ne partageait pas son avis sur de si nombreuses questions qu’il l’accusa plus tard de folie et combattit activement ses idées. George Fox comptait également des amis parmi des professeurs anglicans, mais finit par les mépriser à la fin de son adolescence en raison de leur comportement, notamment de leur dépendance à l’alcool. George relate dans son journal un soir de prière au cours duquel il entendit une voix lui tenant ces propos : « Toi qui vois les jeunes gens céder à la vanité et les vieillards retourner à la terre, tourne le dos à tous, jeunes et vieux, et sois un étranger pour eux ».

## Premiers voyages
Cette expérience le poussa à quitter Drayton-in-the-Clay en septembre 1643 et à errer sans destination précise, dans un certain état de confusion mentale. Il trouva refuge dans le bourg de Barnet, à Londres, et pouvait s’enfermer dans sa chambre pendant des jours tout comme s’aventurer seul dans la campagne. Ses méditations tournaient principalement autour de la tentation de Jésus par Satan dans le désert, épisode biblique qu’il comparait à sa propre condition spirituelle. George attirait parfois l’attention de quelques théologiens, mais les rejetait comme menant une vie indigne des doctrines qu’ils enseignaient. Il recherchait également la compagnie des membres du clergé mais n’y trouvait aucun réconfort, car eux aussi semblaient incapable de répondre aux maux qui le tourmentaient : un ecclésiastique du Worcestershire lui conseilla par exemple de fumer du tabac (que Fox tenait en horreur) et de réciter des psaumes. Un autre, à Coventry, lui fut d’abord d’un certain secours mais perdit son sang-froid lorsque Fox piétina une fleur de son jardin par accident. Un troisième, enfin, lui prescrivit une saignée pour soigner son « esprit malade ».
Sans plus d’illusions et désabusé, Fox reprit le chemin de son village natal en juin 1644, mais ne trouva là-bas pas plus de réconfort : sa famille et ses amis le pressèrent de recourir au mariage ou au service militaire pour mettre un terme à ses problèmes. Il en vint vite à la conclusion qu’il lui faudrait prendre à nouveau la route, mais en adoptant cette fois une attitude plus circonspecte vis-à-vis des personnalités religieuses qu’il viendrait à rencontrer. Fox était déterminé à tenir tête à ceux avec lesquels il entrerait en désaccord, et non plus à s’effacer.

### Le début d’une réflexion personnelle
Dans les quelques années qui suivirent, George Fox voyagea à travers le pays et en profita pour affermir ses croyances religieuses. Au cours de ses prières et de ses méditations, il acquit une plus grande compréhension de la nature de la foi et de ce qu’elle exigeait de lui. Il baptisa cette phase de sa vie l'« ouverture » (« opening »), car il la vécut comme une suite de révélations soudaines d’idées qui, selon lui, existaient avant qu’il les découvre. Ses principales convictions devinrent progressivement les suivantes :
- Les chrétiens, bien qu’ils pratiquent leur religion de diverses manières suivant les endroits, seront tous « sauvés » par leur foi. Les rites religieux n’ont donc aucune incidence pourvu que le croyant soit pur en son for intérieur.
- La capacité pour exercer la prêtrise est donnée à un homme par le Saint-Esprit, et non par des études religieuses. Cela implique que n’importe quelle personne, y compris une femme, a le droit de guider les fidèles[7].
- Dieu « habite le cœur de son peuple obéissant » : l’expérience religieuse ne doit donc pas être confinée au seul bâtiment de l’église. Fox, de fait, refusait de qualifier un édifice d’« église », préférant le terme de « maison-clocher » (steeple-house), encore utilisé chez les quakers contemporains. Il préférait pratiquer son culte au milieu des champs, dans l’idée que la présence de Dieu pouvait aussi se faire sentir au sein de la nature[11].

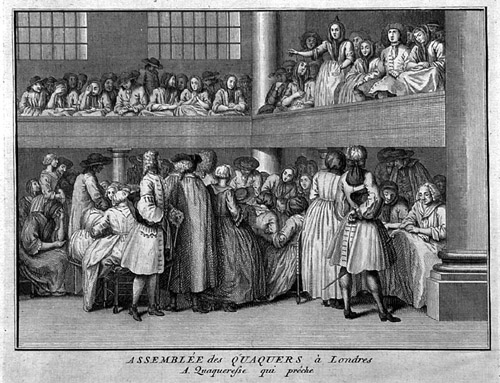
Une jeune femme quaker officiant lors d’une réunion à Londres

Fox avait cultivé des relations chez les « Dissidents anglais », de petits groupes de croyants ayant rompu avec les églises établies en raison de l’originalité de leurs idées. Il espérait que les Dissidents seraient en mesure de l’aider dans son accomplissement spirituel, ce que n’avait pu faire l’Église anglicane. Mais ses attentes furent déçues, et il fut notamment contraint de quitter un de ces groupes parce qu’il s’évertuait à maintenir que les femmes possèdent elles aussi une âme. Il reste de cet épisode un célèbre passage dans son journal :

« Mais de même que j’avais abandonné les prêtres, ainsi fis-je avec les dissidents, que j’estimais des plus expérimentés, car je vis qu’il n’y en avait aucun parmi eux qui put répondre à ma condition. Et lorsque tous mes espoirs envers eux et le reste des hommes se furent éteints, si bien que plus rien ne pouvait m’aider ni me dire quoi faire, alors, oh, alors, j’entendis une voix qui me dit « Il en est un, Jésus le Christ ton sauveur, qui peut répondre à ta condition ». Et lorsque je l’entendis mon cœur s’emplit d’allégresse. Alors le Seigneur me fit entrevoir pourquoi nul sur terre ne pouvait répondre à ma condition, à savoir pour que ce soit à Lui que je donne toute la gloire. Car alors que tous vivent dans le péché et l’incroyance comme je l’ai fait, Jésus-Christ est doté de la prééminence qui illumine et donne la grâce, la foi et le pouvoir. »

## La Société des Amis prend forme
En 1648, Fox commença à exercer publiquement son ministère : il avait coutume de prêcher sur les marchés, dans les champs ou même parfois dans des « maisons-clochers » après le départ du prêtre. Son prêche était puissant, et de nombreuses personnes furent convaincues de le suivre dans sa quête de la « vraie religion ». La forme de culte propre aux Amis, caractérisée par l’attente silencieuse, semble bien établie dès cette date, bien qu’on ne dispose d’aucune information précise sur son origine. Le moment de la création de la Société des Amis elle-même reste incertain, mais prend sûrement racine chez un groupe de personnes entourant Fox et voyageant avec lui. Ce dernier, cependant, ne semble pas avoir voulu fonder une secte, mais seulement proclamer ce qu’il considérait comme les principes purs et authentiques du christianisme dans leur simplicité originelle.
Son prêche se fondait sur les Saintes-Écritures, mais trouvait surtout sa force d’évocation de par les expériences personnelles que Fox y rajoutait volontiers. Il y vilipendait par ailleurs la moralité de ses contemporains, et exhortait son auditoire à mener une vie sans péché. À cette époque, il existait une grande rivalité entre de nombreux courants chrétiens prônant des vues parfois fort opposées : cette atmosphère de dispute et de confusion fut profitable à George Fox, qui sut mettre en avant ses propres convictions lors de fréquentes réunions entre les représentants de chaque secte. En 1651, il avait déjà rassemblé autour de lui beaucoup d’autres prêcheurs talentueux, et continua avec eux à sillonner le pays à la recherche de nouvelles âmes à convertir, malgré l’accueil quelque peu rude de certains interlocuteurs qui les chassaient à coups de fouet ou de bâton.
L’intérêt de Fox pour la justice sociale se développait lentement, comme en témoignent plusieurs plaintes qu’il dépose devant les juges à propos de décisions qu’il considère immorales. Il écrivit par exemple une lettre sur le cas d’une femme en passe d’être exécutée pour avoir commis un vol. Une telle préoccupation pour les plus faibles, à l’époque des troubles de la Première Révolution anglaise ayant suivi les excès du roi Charles Ier, allait inévitablement le faire entrer en conflit avec les autorités.

### Plusieurs emprisonnements
Inculpé de blasphème, George Fox fut emprisonné à Derby en 1650. Un juge, à cette occasion, se moqua ouvertement de Fox et de son exhortation à « trembler au nom du Seigneur » en traitant son groupe religieux de quakers (ce qui signifie « trembleurs » en anglais). Ce terme est depuis devenu l’appellation commune de la Société des Amis.
Encouragé dans un premier temps par ses geôliers à se racheter en prenant les armes aux côtés des révolutionnaires contre le retour de la monarchie, Fox opposa un refus catégorique qui lui valut de mauvais traitements. À la suite d'une nouvelle condamnation dont il fit l’objet à Carlisle en 1653, le Parlement dut intervenir pour empêcher son exécution et demander sa libération, plutôt que de « faire mourir un jeune homme pour la religion ».
Le début des persécutions religieuses incita Fox à approfondir sa pensée sur le thème du serment et sur celui de la violence. Auparavant implicite dans son enseignement, le refus de jurer ou de prendre les armes pour quelque cause que ce soit se mit à occuper une place beaucoup plus importante dans ses prêches. 
Lorsqu'il était dans une « maison de détention » en 1650, George Fox s'était vu « offrir, comme une faveur, d’entrer dans l’armée au service de la République, contre Charles Stuart »; mais il répondit qu’il savait que « toutes les guerres viennent de la convoitise, selon la doctrine de Jacques » (IV, 1), et qu’il vivait « sous une puissance qui supprime la cause de toute guerre. » Il fut alors mis dans un donjon pour six autres mois. Dans une lettre datée de 1652, (De ce qui est résolu par l’épée), il exhorte les Amis à préférer les « armes spirituelles » aux armes temporelles, et à « laisser les vagues [le pouvoir des nations] se heurter au-dessus de vos têtes ». Vers 1660, à un homme qu'il entendit menacer de tuer tous les quakers il dit : « La loi dit : "Œil pour œil, dent pour dent"; mais toi tu menaces de tuer tous les quakers, quoiqu'ils ne t'aient rien fait de mal. Mais, ajoutai-je, "voici l'Évangile : je te présente mes cheveux, ma joue, mon épaule" et il ajoute dans son journal que la « vérité subjuga ce colonel.»
Le témoignage de Fox « contre toutes les guerres, bien qu'enraciné dans l'Évangile et le Sermon sur la Montagne est aussi relié, comme tous les articles de son enseignement, à sa doctrine centrale de la Lumière Intérieure, » que la partie charnelle empêche d'entendre. Les principes pacifiques de Fox et de la Société des Amis furent mis au clair dans une déclaration en 1660 : « Nous répudions énergiquement, dans l’ordre matériel, toute guerre et toute lutte… quel qu’en soit le but ou le prétexte… Nous témoignons devant l’univers que l’Esprit de Christ qui nous conduit dans toute la vérité, ne nous inspirera jamais de faire la guerre contre qui que ce soit avec des armes charnelles et pas plus pour le royaume de Christ que pour le royaume du monde.»,
Fox connut d’autres périodes d’emprisonnement : à Londres en 1654, à Launceston en 1656, à Lancaster en 1660 et 1663, à Scarborough en 1666 et enfin à Worcester en 1674. La plupart du temps, les motifs de son incarcération se limitaient à un trouble de l’ordre public, mais lui et d’autres Amis furent aussi accusés de faits plus spécifiques et liés à leur pratique religieuse :
- Bien que les lois interdisant la pratique d’un culte non autorisé aient été peu appliquées dans la pratique en Angleterre, elles furent parfois soulevées contre les quakers.
- Certains comportements liés à la croyance en l’égalité sociale de tous les êtres humains (ne jamais énoncer le titre d’une personne, ne pas enlever son chapeau à la cour…) étaient considérés comme irrespectueux[24].
- Le refus de prêter serment pouvait poser problème aux quakers en cas d’obligation de jurer allégeance à la Couronne ou de témoigner à un tribunal[7].

Même lors de ses séjours en prison, George Fox continuait à écrire et à prêcher. Il considérait sa condition de prisonnier comme une bonne occasion d’entrer en contact avec les gens qui avaient besoin de son aide, geôliers ou prisonniers.

### Les rencontres avec Oliver Cromwell

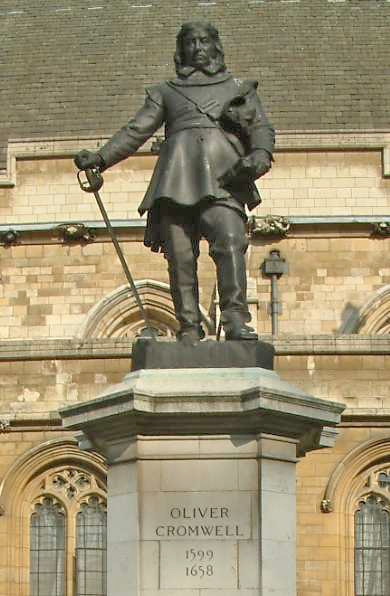
Cromwell avait de la considération pour Fox et faillit accepter de suivre son enseignement, mais il ne put empêcher la persécution des quakers

À cette époque, les réunions organisées par les Amis attiraient déjà des fidèles par milliers. Le Commonwealth, craignant un complot monarchiste, redoutait que la vaste population voyageant en compagnie de George Fox n’ait pour but de renverser le gouvernement. En 1655, Fox fut arrêté et conduit à Londres pour un entretien avec Oliver Cromwell. Après avoir assuré le Lord Protecteur qu’il n’avait aucune intention de prendre les armes, Fox put discuter avec lui des différences existant entre les Amis et les Églises plus traditionnelles, avant de lui conseiller d’écouter la voix de Dieu et d’y obéir. Son journal rapporte qu’au moment où il prenait congé, Cromwell, « les larmes aux yeux, dit : “Ne manquez pas de revenir, car si vous et moi passions ensemble ne serait-ce qu’une heure par jour, nous serions plus proches l’un de l’autre”, ajoutant qu’il ne me souhaitait pas plus de mal qu’à sa propre âme ». George Fox fut remis en liberté.
Cet épisode est caractéristique de la franchise avec laquelle les Quakers parlaient aux puissants, espérant par là exercer une influence sur eux et empêcher la guerre, l’injustice et l’oppression.
Fox rencontra à nouveau Cromwell pendant plusieurs jours en 1656, pour réclamer la fin des persécutions contre les quakers. Sur un plan strictement personnel, les entretiens se passaient bien : en dépit des nombreux désaccords existant entre les deux hommes, une relation de confiance s’était établie. Une troisième rencontre eut lieu en 1658 à Hampton Court, mais elle fut écourtée par le mauvais état de santé du Lord Protecteur, qui allait mourir au mois de septembre de la même année. Fox écrira dans son journal qu'« il avait l’air d’un mort ».

## Souffrances et puissance
Les nombreuses persécutions vécues pendant ces années (environ un millier d’Amis se trouvaient en prison en 1657) confirmèrent l’opinion de George Fox sur les pratiques religieuses et sociales traditionnelles. Il revenait souvent dans ses prêches sur le rejet par les quakers du baptême par l’eau, soulignant ainsi le mépris dans lequel il tenait les manifestations extérieures de piété, au bénéfice de la spiritualité intérieure de chacun. Il s’agissait également d’une provocation délibérée à l’adresse des tenants de ces pratiques, fournissant à Fox de nombreuses occasions de débattre avec eux de questions théologiques. Il adoptait le même comportement au tribunal : lorsqu’un juge lui enjoignait de retirer son chapeau, il ripostait par exemple en demandant quel passage de la Bible imposait une telle obligation.
La Société des Amis a connu à cette époque un développement considérable, et de très grandes réunions purent être tenues dès la fin de la décennie, notamment un rassemblement de trois jours dans le Bedfordshire. Fox confia par ailleurs à deux Amis la mission de voyager à travers le pays pour collecter les témoignages de quakers emprisonnés et récolter des preuves de leur persécution. Cela conduisit en 1675 à la création au sein de la communauté du « Comité pour les Souffrances » (Meeting for Sufferings), qui existe encore aujourd’hui.

## La Restauration
La restauration de la monarchie anglaise, avec l’avènement de Charles II, laissa les quakers dans une position précaire. George Fox fut à nouveau accusé de fanatisme et de conspiration, cette fois contre le roi. Une fois encore, Fox fut relâché après avoir démontré qu’il n’avait aucune ambition militaire. Au cours de son emprisonnement à Lancaster, il alla même jusqu’à écrire une lettre au roi pour le conseiller sur la conduite du pays : Charles, outre la recherche de la paix à l’intérieur comme à l’extérieur du royaume, devrait mettre un terme aux prises de serments et aux jeux de hasard. Ces quelques suggestions révèlent l’inclination puritaine de Fox, qui continuera à influencer les quakers pendant plusieurs siècles.
Sur un point cependant, Charles entendit l’appel de George Fox : les centaines de quakers emprisonnés sous Richard Cromwell furent libérés, malgré l’incertitude du gouvernement sur leurs possibles liens avec d’autres mouvements plus violents. 
Au même moment, les quakers qui avaient gagné la Nouvelle-Angleterre furent bannis par les colons locaux. Charles, encouragé par ses conseillers, publia un édit condamnant cette décision et autorisant les quakers à revenir en Angleterre si tel était leur désir. George Fox put rencontrer à Londres quelques Amis de retour d’Amérique, ce qui stimula son intérêt pour cette partie du monde. Il ne fut néanmoins pas en mesure d’y partir immédiatement : emprisonné en 1663 pour avoir refusé de prêter serment, il ne fut libéré qu’en 1666 et dut alors se préoccuper de l’organisation des Amis du vieux continent, en standardisant le système des réunions mensuelles et trimestrielles à travers le pays, avant même de l’étendre à l’Irlande lors d’une visite là-bas.
La visite de l’Irlande lui donna également l’occasion de prêcher contre ce qu’il considérait comme les excès de l’Église catholique romaine, à propos notamment de l’abus de rituels. 
En 1669, Fox épousa Margaret Fell, une dame de haut rang originaire de Swarmooth Hall près d’Ulverston et comptant parmi ses premiers convertis. Son premier mari, Thomas Fell, était mort en 1658, et elle avait été emprisonnée à Lancaster aux côtés de Fox pendant plusieurs années. Leur foi religieuse était au cœur de leur vie commune, et Margaret contribua beaucoup par la suite à l’administration de la Société.

### Voyages en Amérique et en Europe
En 1671, George Fox partit en voyage à la Barbade, puis dans les colonies anglaises d’Amérique du Nord. Il prit pied pour la première fois sur le nouveau continent au Maryland, où il participa à une grande réunion de quatre jours avec les quakers locaux. Tandis que ses compagnons de voyage parcouraient les autres colonies, Fox préféra rester un certain temps au Maryland, où il désirait rencontrer quelques Indiens qui se disaient intéressés par le mode de vie des quakers. Il fut très impressionné par leur caractère, qu’il qualifia d’« affectueux » et « respectueux ». En Caroline du Nord, il eut d’ailleurs l’occasion de s’opposer fermement à un homme qui déclarait que « la lumière et l’esprit de Dieu (…) ne sont pas dans les Indiens ».
Ailleurs dans les colonies, Fox aida à structurer les communautés d’Amis selon les mêmes principes que ceux adoptés en Angleterre. Il prêcha également auprès de non-quakers, dont certains se convertirent. D’autres, notamment les catholiques, restèrent sceptiques.
Après avoir longuement parcouru les colonies américaines, George Fox regagna l’Angleterre en 1673. Il fut vite renvoyé en prison, et sa santé commença à en souffrir. Margaret intervint auprès du roi pour la libération de son époux et obtint gain de cause, mais Fox se sentait trop faible pour reprendre tout de suite ses voyages. Il compensa en écrivant davantage, notamment de nombreuses lettres publiques ou privées, des livres ou des essais,. Il consacra une grande part de ces écrits à la question du serment, convaincu de son caractère crucial pour les quakers.

Fox a institué un rassemblement annuel à Amsterdam pour les quakers des Pays-Bas et des États allemands

Il rendit visite aux Amis des Pays-Bas à deux reprises, en 1677 et 1684, et organisa leurs réunions. Il fit aussi un bref passage dans les États allemands. Tout en se déplaçant, Fox écrivait régulièrement en Angleterre pour participer au débat qui y régnait entre les quakers à propos du rôle des femmes dans les réunions, une lutte idéologique qui lui demanda beaucoup d’énergie et le laissa un peu plus épuisé. De retour en Angleterre, il resta au sud du pays, d’où il pouvait plus facilement tenter de mettre un terme au débat. La santé de Fox continua à se dégrader pendant l’année 1684, mais il persista dans son intense activité épistolaire, écrivant à de grands dirigeants polonais, danois ou allemands pour évoquer sa foi et le problème des persécutions.
Au cours des dernières années de sa vie, Fox continua à participer aux réunions annuelles de la communauté anglaise des Amis, et se rendit même plusieurs fois au Parlement pour y dénoncer les souffrances subies par ses compagnons. L’Acte de Tolérance (Act of Toleration) de 1689 récompensa ses efforts, et permit à de nombreux Amis de sortir de prison.

## Mort et postérité
George Fox trouva la mort le 13 janvier 1691 et fut inhumé au cimetière quaker de Bunhill Fields, à Londres.
Son journal fut publié pour la première fois en 1694 après avoir été édité par Thomas Ellwood, un ami de John Milton et de William Penn. L’œuvre, en tant qu’autobiographie à tonalité religieuse, a été souvent comparée aux Confessions de Saint-Augustin ou aux écrits de John Bunyan. Le journal de George Fox, malgré son caractère extrêmement personnel, a réussi à captiver tant les lecteurs ordinaires que les historiens en raison de la richesse des détails concernant la vie au XVIIe siècle ou les villes et villages visités par l’auteur.
Des centaines de lettres écrites par Fox, pour la plupart des épîtres destinées à tous mais aussi quelques missives personnelles, ont été également publiées. Composées à partir des années 1650 sous des titres tels que Amis, recherchez la paix de tous les hommes ou Aux Amis, pour se reconnaître dans la lumière, les lettres donnent un aperçu essentiel de la pensée de l’auteur, et montrent sa détermination à la répandre. Ces écrits ont trouvé un public au-delà de la communauté quaker, de nombreux autres courants chrétiens les utilisant pour illustrer les principes du christianisme.
Thomas Ellwood décrit Fox comme un homme « d’une contenance gracieuse, d’un caractère viril, d’une allure grave et d’une conversation courtoise ». Penn dit également de lui qu’il était « poli au-delà de tout degré d’éducation ». George Fox a par ailleurs la réputation d’avoir été « d’une puissante simplicité dans son prêche, et d’une grande ferveur dans la prière ». D’autres références font état d’un « homme sachant lire l’esprit des autres hommes et maîtriser le sien », particulièrement doué pour « avoir des paroles appropriées selon la nature de ses auditeurs, surtout ceux qui étaient las et désiraient reposer leur âme ». Fox aurait été « vaillant pour affirmer la vérité, audacieux pour la défendre et patient quand il fallait souffrir pour elle, inamovible comme un roc ».
L’influence de Fox sur la Société des Amis fut naturellement considérable, et la plupart de ses idées ont été très largement reprises par la communauté. Toutes n’ont cependant pas reçu l’approbation de l’ensemble des quakers : son rejet puritain de toute forme d’art et de la théologie n’ont empêché le développement de ces matières parmi les quakers que pour quelque temps. Même ceux étant en désaccord avec lui le considèrent cependant comme un pionnier.
Walt Whitman, qui s’est toujours senti proche des quakers, écrira plus tard : « George Fox représente aussi quelque chose – une pensée – la pensée qui s’éveille au cœur des heures silencieuses – peut-être la pensée latente la plus profonde, la plus éternelle de l’âme humaine. C’est la pensée de Dieu, mêlée à la pensée du moralement bon et de l’immortalité de l’identité. Grande, grande est cette pensée – oui, plus grande que tout » (November Boughs).
La George Fox University dans l’Oregon, anciennement « Pacific College », a reçu son nom actuel en 1949 en l’honneur de Fox.